# Суслове
Суслове — колишній населений пункт Компаніївського району Кіровоградської області.

## Стислі відомості
Підпорядковувалося Зеленівській сільській раді з центром в селі Зелене; також були підпорядковані населені пункти Колмаківка і Тернова Балка.
В часі штучного винищення голодом 1932—1933 років померло голодною смертю не менше 7 мешканців села.
В період 1972—1986 років Суслове приєднане до села Мар'ївка.

## Постаті
- Гончаренко Микола Гаврилович (1912—1997) — доктор історичних наук, професор, лауреат Державної премії УРСР у галузі науки і техніки (1969), почесний громадянин Луганська.